# Pérignac (Charente-Maritime)
Pérignac é uma comuna francesa na região administrativa da Nova Aquitânia, no departamento de Charente-Maritime. Estende-se por uma área de 27,56 km². Em 2010 a comuna tinha 1 027 habitantes (densidade: 37,3 hab./km²).